# Barchain
Barchain é uma comuna francesa na região administrativa de Grande Leste, no departamento de Mosela. Estende-se por uma área de 1,7 km². Em 2010 a comuna tinha 112 habitantes (densidade: 65,9 hab./km²).